# Salus Ansvar
SalusAnsvar var ett företag som tillhandahöll försäkrings- och banktjänster.
Företaget bildades 1997 genom att Salus (grundat 1903) köpte Försäkringsbolaget Ansvar (grundat 1932).
Det ägdes 2008–2012 av den norska banken DNB.
2012 köptes SalusAnsvar av Folksam. Under 2014 blev Folksam ny försäkringsgivare för alla försäkringar som dittills varit tecknade i SalusAnsvar.